# Alexander A. Parker
Alexander Augustine Parker (Montevideo, 23 de febrero de 1908 - Escocia, 23 de noviembre de 1989) hispanista inglés. Nieto del político, militar, periodista y escritor José Cándido Bustamante. 

## Biografía
Dirigió el departamento de español de la Universidad de Aberdeen (1939-1953), pasó después al King's College de la Universidad de Londres y luego a la de Edimburgo. Excelente conocedor del teatro español del Siglo de Oro, ideó para su análisis un procedimiento nuevo de teoría crítica, el análisis temático-estructural, y preparó ediciones críticas de El príncipe constante (1938, segunda edición revisada en 1957) y No hay más fortuna que Dios, de Pedro Calderón de la Barca. Sobre este autor publicó también The Allegorical Drama of Calderón, An introduction to the Autos Sacramentales (Oxford, 1943), uno de los mejores libros sobre este género teatral barroco, el auto sacramental. Consagrado también al estudio de la literatura comparada, dedicó trabajos importantes a la novela picaresca, el conceptismo y culteranismo y la obra de Cervantes y ya retirado publicó The Philosophy of Love (Edimburgo, 1985) y The Mind and Art of Calderón (Cambridge, 1988).

## Obras
- The Approach to the Spanish Drama of the Golden Age (1959)
- The Allegorical Drama of Calderón, An introduction to the Autos Sacramentales (Oxford, 1943), traducida como Los autos sacramentales de Calderón de la Barca (Barcelona, Ariel, 1983)
- Literature and the Delinquent: the picaresque novel in Spain and Europe, 1599-1753 (Edimburgo, Edinburgh University Press, 1967), traducida como Los pícaros en la literatura: la novela picaresca en España y Europa, 1599-1753 (Madrid, Gredos, 1971)
- The mind and art of Calderón. Essays on the comedias (Cambridge, 1988), traducida como La imaginación y el arte de Calderón : ensayos sobre las comedias (Madrid, Cátedra, 1991)
- The philosophy of love in Spanish literature, 1480-1680 (Edimburgo, 1985), traducida como La filosofía del amor en la literatura española, 1480-1680 (Madrid, Cátedra, 1986)

- Datos: Q5666102